# Melanostoma atrum
Melanostoma atrum är en tvåvingeart som beskrevs av Sack 1932. Melanostoma atrum ingår i släktet gräsblomflugor, och familjen blomflugor. Inga underarter finns listade i Catalogue of Life.